# Väinö Tanner
Väinö Tanner (12. března 1881 Helsinky – 19. dubna 1966 Helsinky) byl finský politik, premiér Finska v letech 1926–1927. Byl prvním sociálnědemokratickým předsedou finské vlády v historii. Zastával i řadu dalších vládních funkcí: ministr financí (1937–1939, 1942–1944), ministr zahraničních věcí (1939–1940), ministr zásobování (1940), ministr průmyslu a obchodu (1941–1942). Byl velkým propagátorem družstevnictví a v letech 1927 – 1945 vedl Mezinárodní družstevní alianci. Během finské občanské války odmítal spojení sociálních demokratů s komunisty a po této válce byl zásadní postavou obnovy finské sociální demokracie jakožto demokratické a národní síly. Zastával i později protisovětská stanoviska a odmítal ruský geopolitický vliv ve Finsku. Podporoval tvrdý protisovětský kurz v zimní a pokračovací válce. Finskou sociální demokracii vedl v letech 1918–1926 a 1957–1963.

## Život
Byl synem chudého železničáře. Již jako mladý se nadchl pro družstevnictví a vedl Turun Vähäväkist Osuusliike v Turku, největší družstvo v zemi. Poté působil v Hamburku, kde ho silně ovlivnil Henrich Kaufmann, vůdce družstevnického hnutí. Do finské sociální demokracie ho přivedl Eetu Salin, jeho politický mentor. Roku 1907 za ni byl prvně zvolen do parlamentu. Tři roky nato, ve svých 29 letech, se stal místopředsedou parlamentu. Ve straně mu ale rychlý vzestup udělal i mnoho nepřátel (zejm. Eetu Valpas).
Roku 1917 odmítl říjnovou revoluci v Rusku a označil ji za „zločin proti dělnické třídě a demokracii“. Část sociálních demokratů měla však jiný názor a zapojila se do občanské války na straně rudých. Po jejich porážce a zlé reputaci, kterou si sociální demokracie takto vysloužila u většiny společnosti, si strana zvolila právě Tannera do svého čela, aby zhojil staré rány. Jeho velkým podporovatelem v těchto snahách i v úkolu přetlačit ve straně radikální síly se stal druhý prezident Finska, Lauri Kristian Relander. I díky tomu se ve 20. letech mohl Tanner stát prvním sociálnědemokratickým premiérem v historii. Šlo o kabinet menšinový a bez podpory prezidenta by tudíž nemohl vzniknout.
Po vypuknutí zimní války se Sověty roku 1940 byl jmenován ministrem zahraničí ve vládě Risto Rytiho. Oponoval Stalinovu tlaku a vyjednal dosti kruté příměří, které vyplývalo z nulové mezinárodní podpory, která nepřišla ani od Němců, již měli v té době spojeneckou smlouvu se Sověty (pakt Molotov–Ribbentrop). Když však Němci Sovětský svaz napadli a spojenecká smlouva tím padla, vycítila většina finských politiků šanci na obnovení bojů se Sověty díky spojenectví s nacistickým Německem. Tuto strategii podpořil i Tanner a byl jednou z klíčových postav skupiny, která vedla Finsko během tzv. pokračovací války. Jako na sociálního demokrata se na něj také zaměřovala sovětská válečná propaganda a jeho úlohu ještě zveličovala, když hovořila o tom, že Finsko ovládá „Mannerheim-tannerovská liga“.
Po vítězství Sovětů v druhé světové válce to vedlo k tomu, že Tanner byl označen za jednoho z hlavních viníků války a byl postaven před soud, který pod tlakem Sovětů proběhl v roce 1946. Byl odsouzen, v roce 1948 však byl z vězení propuštěn. Vrátil se do veřejného života a zaujal opoziční postoj vůči tzv. východní politice prezidenta Paasikiviho (na niž později navázal zejm. Urho Kekkonen). Navzdory velké nenávisti komunistů a kampaním, které proti němu vedly, Tannerovi se podařilo na protisovětských pozicích udržet celou sociální demokracii a roku 1957 byl dokonce znovu zvolen jejím předsedou. V 60. letech však již opozice vůči „zatuhlosti ve studenoválečnické rétorice“ vzrostla a roku 1963 o post předsedy přišel a stáhl se z politiky.